# 5262 Brucegoldberg
Brucegoldberg là một tiểu hành tinh vành đai chính.

## Orbital data
- Major Semiaxis: 3.0805424 AU
- Eccentricity: 0.17003755
- Độ nghiêng quỹ đạo of orbit: 15.96374 degree (equinox 2000.0)
- Perihelion length: 88.50083 degree (equinox 2000.0)
- Kinh độ: 92.24656 degree (equinox 2000.0)